# Episodi di Senza identità (seconda stagione)
La seconda stagione della serie televisiva spagnola Senza identità (Sin identidad), composta da 14 episodi, è stata trasmessa su Antena 3 dall'8 aprile all'8 luglio 2015.
In Italia la stagione è stata rimontata in 10 episodi, ed è stata trasmessa in prima serata su Canale 5 dal 18 novembre 2015 al 12 gennaio 2016.
| nº | Titolo originale                              | Prima TV Spagna | Ascolti Spagna | Ascolti Spagna | nº | Titolo italiano | Prima TV Italia  |
| nº | Titolo originale                              | Prima TV Spagna | Telespettatori | Share          | nº | Titolo italiano | Prima TV Italia  |
| -- | --------------------------------------------- | --------------- | -------------- | -------------- | -- | --------------- | ---------------- |
| 1  | He vuelto para vengarme                       | 8 aprile 2015   | 3 322 000      | 18,8%          | 1  | Prima puntata   | 18 novembre 2015 |
| 1  | He vuelto para vengarme                       | 8 aprile 2015   | 3 322 000      | 18,8%          | 2  | Seconda puntata | 25 novembre 2015 |
| 2  | La venganza desde dentro                      | 15 aprile 2015  | 2 970 000      | 16,7%          | 2  | Seconda puntata | 25 novembre 2015 |
| 2  | La venganza desde dentro                      | 15 aprile 2015  | 2 970 000      | 16,7%          | 3  | Terza puntata   | 2 dicembre 2015  |
| 3  | Me da miedo dormir                            | 22 aprile 2015  | 2 896 000      | 15,9%          | 3  | Terza puntata   | 2 dicembre 2015  |
| 4  | Que no encuentren a Mercedes Dantés           | 29 aprile 2015  | 2 619 000      | 14,1%          | 4  | Quarta puntata  | 11 dicembre 2015 |
| 5  | Gánate su confianza                           | 6 maggio 2015   | 2 495 000      | 13,7%          | 4  | Quarta puntata  | 11 dicembre 2015 |
| 6  | Yo participé en el asesinato de María Fuentes | 13 maggio 2015  | 2 474 000      | 14,1%          | 5  | Quinta puntata  | 16 dicembre 2015 |
| 7  | Enrique, voy a por ti                         | 20 maggio 2015  | 2 444 000      | 13,7%          | 5  | Quinta puntata  | 16 dicembre 2015 |
| 8  | Soy feliz                                     | 27 maggio 2015  | 2 280 000      | 13,3%          | 6  | Sesta puntata   | 23 dicembre 2015 |
| 9  | La verdad sobre Heffner                       | 3 giugno 2015   | 2 174 000      | 12,6%          | 6  | Sesta puntata   | 23 dicembre 2015 |
| 10 | El Congreso es un fraude                      | 10 giugno 2015  | 2 253 000      | 12,5%          | 7  | Settima puntata | 29 dicembre 2015 |
| 11 | Yo sé quién es Mercedes Dantes                | 17 giugno 2015  | 2 182 000      | 12,0%          | 7  | Settima puntata | 29 dicembre 2015 |
| 12 | Del amor al odio                              | 24 giugno 2015  | 2 126 000      | 13,0%          | 8  | Ottava puntata  | 5 gennaio 2016   |
| 13 | En tres días terminará todo                   | 1º luglio 2015  | 2 316 000      | 15,4%          | 8  | Ottava puntata  | 6 gennaio 2015   |
| 13 | En tres días terminará todo                   | 1º luglio 2015  | 2 316 000      | 15,4%          | 9  | Nona puntata    | 6 gennaio 2015   |
| 14 | Solo puede quedar uno                         | 8 luglio 2015   | 2 439 000      | 17,8%          | 9  | Nona puntata    | 12 gennaio 2016  |
| 14 | Solo puede quedar uno                         | 8 luglio 2015   | 2 439 000      | 17,8%          | 10 | Decima puntata  | 12 gennaio 2016  |

## Prima puntata
- Ascolti Italia: telespettatori 3 145 000 – share 12,73%.[7]

## Seconda puntata
- Ascolti Italia: telespettatori 2 577 000 – share 10,94%.[8]

## Terza puntata
- Ascolti Italia: telespettatori 2 728 000 – share 11,41%.[9]

## Quarta puntata
- Ascolti Italia: telespettatori 2 824 000 – share 12,06%.[10]

## Quinta puntata
- Ascolti Italia: telespettatori 2 719 000 – share 11,92%.[11]

## Sesta puntata
- Ascolti Italia: telespettatori 2 524 000 – share 10,5%.[12]

## Settima puntata
- Ascolti Italia: telespettatori 2 599 000 – share 11,18%.[13]

## Ottava puntata
- Ascolti Italia: telespettatori 2 506 000 – share 10,46%.[14]

## Nona puntata
- Ascolti Italia: telespettatori 2 411 000 – share 10,06%.[15]

## Decima puntata
- Ascolti Italia: telespettatori 3 246 000 – share 13,57%.[16]